# Raúl Baillères Chávez
Raúl Baillères Chávez (Silao de la Victoria, 7 de diciembre de 1895-Ciudad de México, 3 de enero de 1967) fue un empresario mexicano, creador de instituciones financieras, industriales y culturales en México. También mexicanizó algunas empresas, al comprar acciones de mayoría extranjera. Fue uno de los artífices del desarrollo estabilizador, época de gran crecimiento económico del país. Contrajo matrimonio con la señorita Celia González. Tuvieron cuatro hijos, todos de apellido Baillères González: Raúl, Alberto, Celia y Susana.

## Biografía

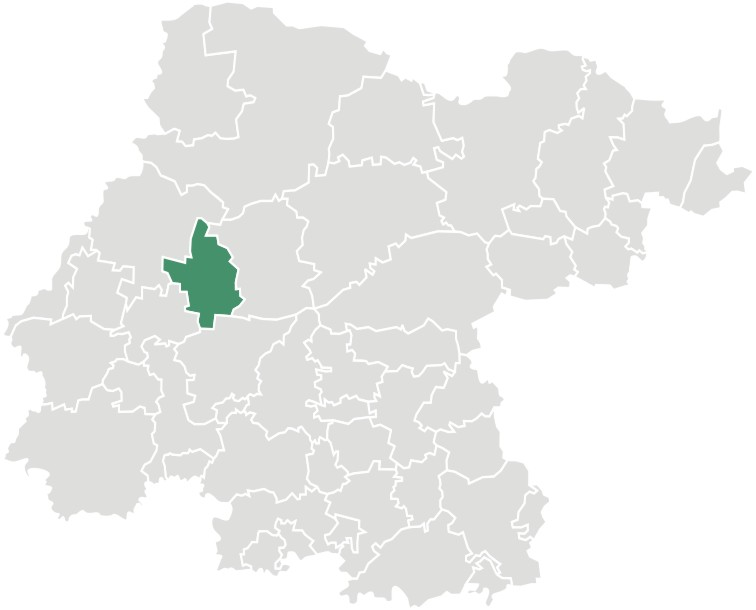
Raúl Baillères Chávez nació en Silao, Guanajuato, México.

Raúl Baillères Chávez nació el 7 de diciembre de 1895, en el municipio de Silao, en el estado de Guanajuato y falleció en la Ciudad de México el 3 de enero de 1967.
En su natal Silao aprendió de su padre, llamado Alberto Baillères, todo lo referente a las actividades del campo y del comercio. A los 20 años, se trasladó a la Ciudad de México y comenzó a trabajar en el sector financiero: con el famoso Julio Lacaud, propietario de la Casa Lacaud, en la agencia del Chase Manhattan Bank y como representante del Equitable Trust Co., de Nueva York.

## Fundador de instituciones empresariales
Durante varios años, encabezó un grupo de amigos y empresarios llamado “BUDA” por un periodista en atención a las iniciales de los apellidos de sus miembros: el propio Baillères, Salvador Ugarte, Mario Domínguez y Ernesto J. Amezcua.
En los 1930s, aprovechando que la legislación mexicana abrió oportunidades a los inversionistas mexicanos fundó tres instituciones financieras especializadas: Crédito Minero y Mercantil que, como su nombre lo dice, se dedicó al fomento de actividades mineras; Crédito Hipotecario y Crédito Afianzador. Asimismo, con Salvador Ugarte y otros accionistas creó el Banco de Comercio y con el grupo de Aarón Sáenz el Hotel del Prado ubicado en la Avenida Juárez de la Ciudad de México.
En el periodo 1941-1942, cuando fue presidente de la Asociación de Banqueros de México, fundó el Club de Banqueros de México, que presidió desde entonces hasta su fallecimiento en 1967. Asimismo, en estrecha colaboración con el presidente de la república, Manuel Ávila Camacho, organizó el Comité Técnico de Promoción Industrial en México, con el fin de aprovechar la coyuntura de industrialización abierta por la Segunda Guerra Mundial.
Entre otras empresas, Baillères Chávez fundó Artes Gráficas Unidas; Central de Malta, para la industria cervecera; Química del Rey, productora de sulfato de sodio, componente para procesar detergentes, papel, vidrio y madera; Refrigeración y Congelación, para alimentos y bebidas; Ampolletas; Vidrio Neutro, para producir envases; la Cía. Mexicana de Tubos de Albañal, para fabricar tabiques, tejas y tubos; y, en la época de la fiebre de la construcción, cuando había una aguda escasez de cemento, invirtió en tres empresas del ramo: Atoyac, Veracruz y Guadalajara, amén de fundar Fraccionamientos Urbanos y Campestres compañía dedicada a desarrollar centros habitacionales como las colonias Anzures y Campestre de Churubusco, en la Ciudad de México. También constituyó Inmobiliaria CREMI. 
En el sector financiero, además de las empresas fundadas por él ya mencionadas, fue accionista del Banco de Comercio, la Compañía de Seguros La Comercial y el Banco General de Capitalización. 

## Mexicanización de empresas extranjeras

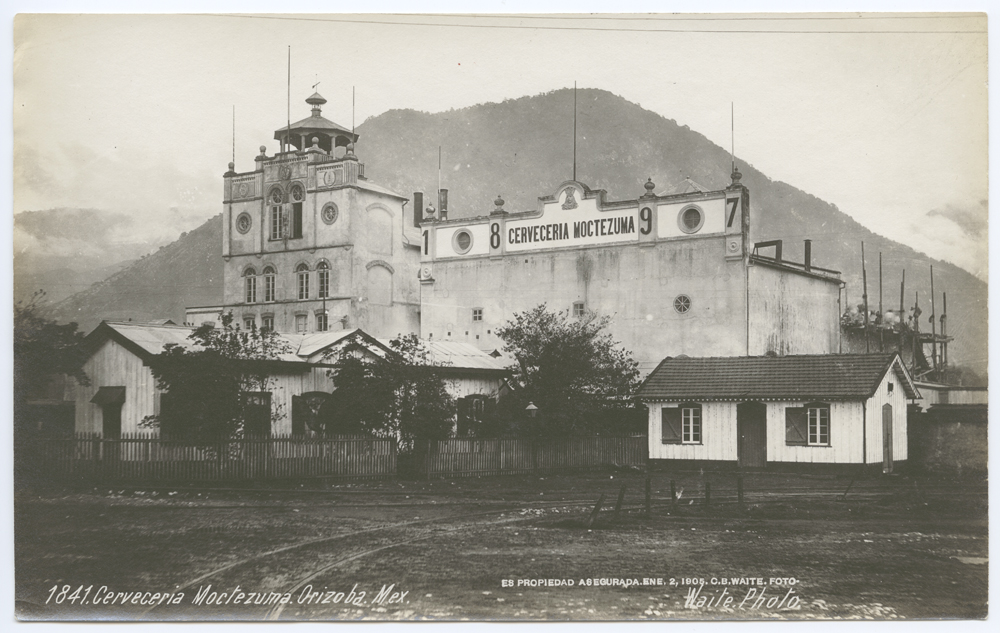
Edificio original de la Cervecería Moctezuma en Orizaba, Veracruz

Logo actual de Peñoles

Intervino de manera destacada en la mexicanización de varias empresas: Cervecería Moctezuma, Manantiales Peñafiel, Metalúrgica Mexicana Peñoles y la Compañía Fresnillo. Asimismo, junto con su hijo Alberto Baillères González, mexicanizaron  El Palacio de Hierro al comprar del paquete mayoritario de las acciones de esta tienda departamental.
También fue accionista de empresas como Sanborns, entonces instalado sólo en la Casa de los Azulejos y en 1958 adquirió, junto con Carlos Trouyet y Eloy S. Vallina un paquete importante de acciones de Teléfonos de México, hasta entonces propiedad de la estadounidense AT&T, que en México manejaba su empresa llamada Mexicana, y la trasnacional sueca Ericsson. También compró 3% de las acciones de la Nacional que posteriormente su hijo Alberto mexicanizó y fusionó con La Provincial para formar el grupo asegurador Grupo Nacional Provincial (GNP)

## Fundador de instituciones culturales
En 1946, Raúl Baillères Chávez conformó dos instituciones culturales: la Asociación Mexicana de Cultura y el Instituto Tecnológico de México, que con el tiempo logró su autonomía, cambiando su nombre a Instituto Tecnológico Autónomo de México ITAM. En ellas participaron varios empresarios, entre los cuales estaban: Ernesto J. Amezcua, Evaristo Araiza, Mario Domínguez, Noé Graham Gurría, Carlos Gómez y Gómez, Aníbal de Iturbide, Pedro Maus, Luis Montes de Oca, Carlos Novoa, Aarón Sáenz y Carlos Trouyet. Algunos de ellos pertenecían también al Patronato de la Universidad Iberoamericana (UIA), institución a la que los señores Baillères y Trouyet dotaron de un terreno para que se instalara en la colonia Campestre Churubusco.

## Infografía
- Camp, Roderic Ai (1 de julio de 1989). Entrepreneurs and Politics in Twentieth-Century Mexico. Oxford University Press. 320 p.
- ITAM. "Raúl Baillères"
- Orozco Zuatrh, Jorge A. (noviembre de 1983). Raúl Baillères y su imperio económico. Trabajo terminal de Sociología. México, Universidad Autónoma Metropolitana-Azcapotzalco. 161 p.
- Silao (8 de enero de 2015) “Personajes: Raúl Baillères Chávez”  Archivado el 8 de marzo de 2017 en Wayback Machine.
- Silva, Luz Ma. (1998). Las memorias del Club a través de sus socios, 1941-1998. México, Club de Banqueros de México, A.C. 3 tomos.

- Datos: Q28933322